# Kalush Orchestra
Kalush Orchestra là một nhóm nhạc dân gian-hip hop được thành lập vào năm 2021, ban đầu là dự án phụ của Kalush, biểu diễn nhạc hip-hop bằng tiếng Ukraina. Họ đã đại diện cho Ukraina dự thi Eurovision Song Contest 2022 với bài hát "Stefania" rồi sau đó giành ngôi quán quân của cuộc thi, mang về chức vô địch Eurovision thứ ba cho Ukraina. Kalush Orchestra kết hợp các yếu tố của nhạc dân gian Ukraina với phần sản xuất hiện đại, điệu nhảy hip-hop và rap bằng tiếng Ukraina.

## Lịch sử hoạt động

### Thành lập
Kalush Orchestra ra đời vào năm 2021 và là một nhóm ban đầu có sáu thành viên, cũng như là dự án phụ của nhóm nhạc rap Kalush (nhóm này được thành lập vào năm 2019). Tên nhóm bắt nguồn từ thành phố cùng tên – quê nhà của giọng ca chính Oleh Romanovych Psiuk ở vùng Ivano-Frankivsk.

### Eurovision Song Contest và các dự án tiếp theo

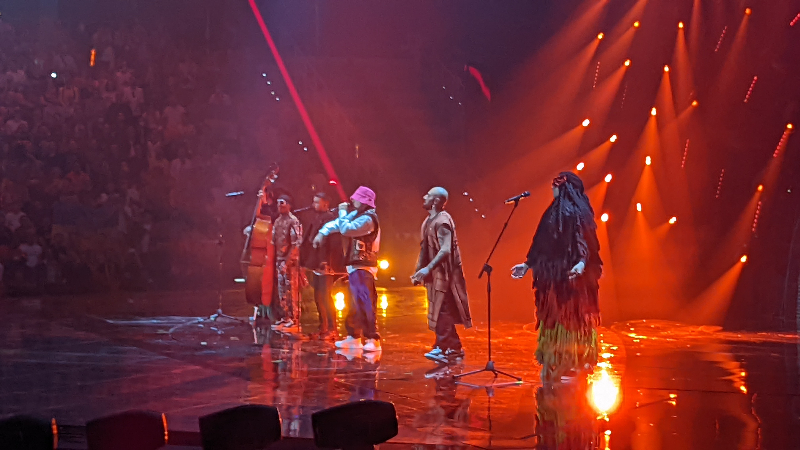
Kalush Orchestra biểu diễn bài "Stefania" tại Eurovision Song Contest 2022

Ngày 12 tháng 3 năm 2022, Kalush Orchestra dự thi đại diện Ukraina tại Eurovision Song Contest 2022 ở Torino, Ý với bài hát "Stefania". Ở trận chung kết tuyển chọn đại diện cho quốc gia Vidbir, nhóm xếp thứ hai với 14 điểm (sáu điểm từ ban giám khảo và tám điểm từ khán giả). Alina Pash nhận được số điểm cao nhất từ ban giám khảo - tám điểm. Khán giả chấm màn thể hiện của cô bảy điểm. Chung cuộc những kết quả này đem lại cho nữ ca sĩ vị trí quán quân ở bảng chấm điểm. Dẫu về đích ở vị trí á quân, ban nhạc đã được trao cơ hội đại diện Ukraina dự thi Eurovision, sau khi Pash rút lui do tranh cãi liên quan đến lịch sử du lịch của cô ở Krym. Ngày 22 tháng 2 năm 2022, Kalush Orchestra nhận lời. Cùng ngày hôm ấy, đài truyền hinh công của Ukraina, Suspilne xuất bản kết quả bầu chọn chính thức của Vidbir 2022, đính chính rằng Pash mới đích thực được chọn là quán quân, trái ngược với phát ngôn của Psiuk.

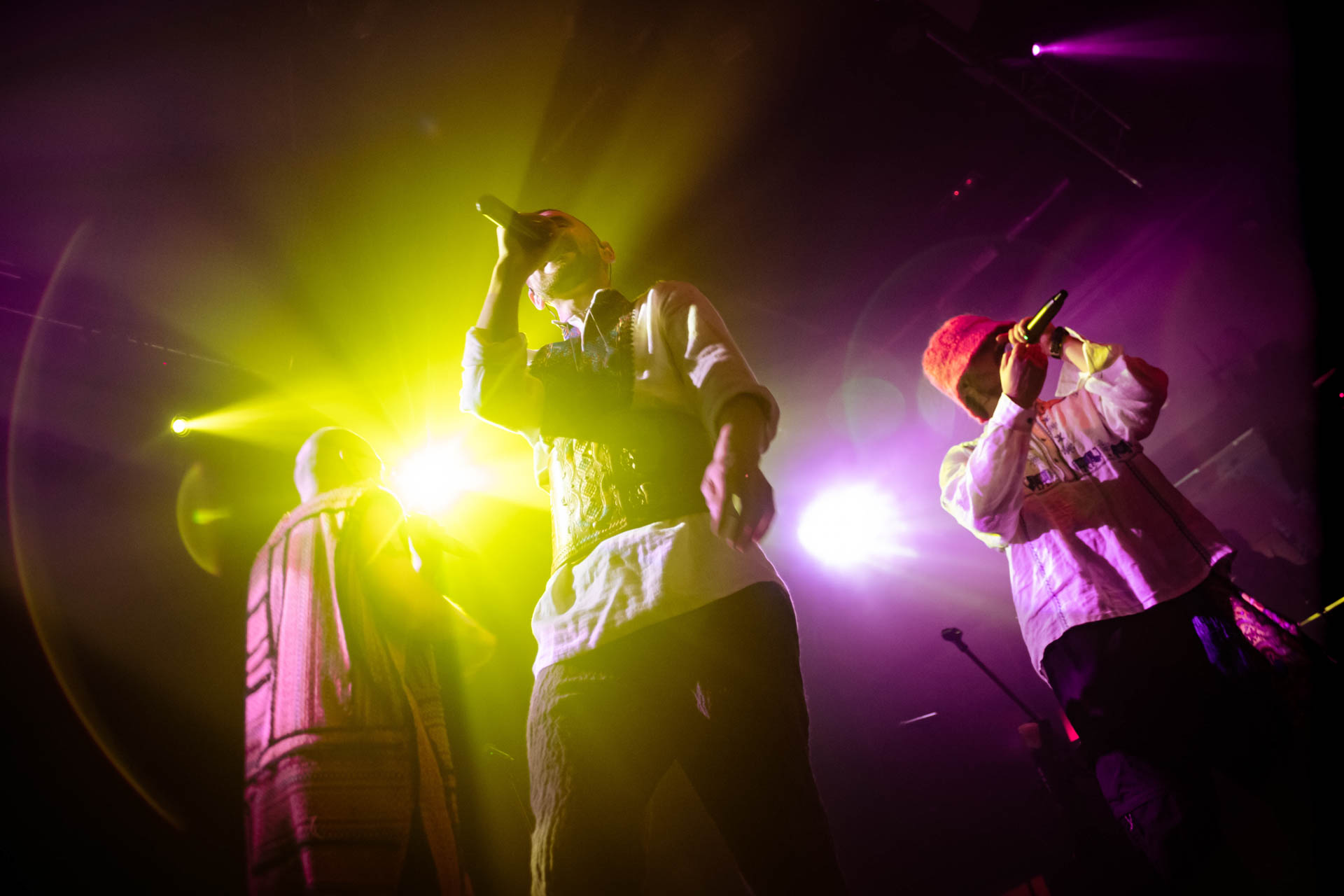
Kalush Orchestra biểu diễn ở Ba Lan vào tháng 9 năm 022

Nhóm nhạc đã giành ngôi quán quân của Eurovision vào ngày 14 tháng 5 với 631 điểm, đây là chức vô địch Eurovision thứ ba của Ukraina. "Stefania" trở thành bài hát đầu tiên có phần lời rap chiến thắng cuộc thi, cũng như là bài hát chiến thắng đạt số điểm cao nhất nhờ bầu chọn trên truyền hình trong lịch sử cuộc thi. Sau đó nhóm thông báo họ sẽ bán đấu giá chiếc cúp Eurovision để quyên tiền cho lực lượng vũ trang Ukraina. Chiếc cúp được bán với giá 900.000 đô la Mỹ, sồ tiền thu được sẽ dùng để mua máy bay chiến đấu không người lái cho quân đội Ukraina. Sau đó nhóm bắt đầu làm tour diễn quảng bá khắp châu Âu và Bắc Mỹ để nâng cao nhận thức và quyên tiền góp sức cho Ukraina chống lại cuộc xâm lược của Nga. Tháng 11 năm 2022, nhóm biểu diễn bài "Oy na hori" và "Stefania" tại lễ trao giải âm nhạc châu Âu của MTV 2022.
Ngày 12 tháng 7 năm 2023, nhóm phát hành "Chase" và "Human" - nằm trong dự án của Spotify Singles. Các bài hát được thu âm tại Spotify Studios ở Los Angeles.
Ngày 14 tháng 7 năm 2023, một bảng quảng cáo của Spotify Singles có hình Kalush Orchestra xuất hiện ở Quảng trường Thời Đại.
Tháng 6 năm 2023, Kalush Orchestra giới thiệu tựa bài hát tiếng Anh đầu tiên của họ mang tên "In the Fire".
Tháng 9 năm 2023, nhóm phát hành bài đầu tiên "Vogon' goryt'" (tạm dịch là "ngọn lửa bùng cháy") mà không có sự tham gia của Oleh Psiuk. Sản phẩm được dành riêng cho một mini-tour thể nghiệm diễn ra vào tháng 12 năm 2023.
Cuối tháng 9 và đầu tháng 10 năm 2023, nhóm tổ chức tour đầu tiên ở Ukraina. Tour diễn gồm 12 buổi hòa nhạc, số tiền thu được sẽ được dùng để hỗ trợ Ukraina như những lần trước.
Tháng 11 năm 2023, nhóm nhạc làm tour diễn ở Bắc Mỹ lần thứ ba.
Ngày 15 tháng 12 năm 2023, nhóm phát hành bài hát "Tse liubov" (tạm dịch là "tình yêu là đây") kèm theo video âm nhạc. Trong video, các nghệ sĩ được giới thiệu trong các bức hình mới.
Tháng 2 năm 2024, Kalush Orchestra phát hành bài hát-video âm nhạc "Yangolom", tạm dịch là "Thiên thần" nói về tình yêu.

## Hoạt động từ thiện
Ngày 30 tháng 5 năm 2022, chức vô địch Eurovision Song Contest 2022 — một chiếc microphone bằng pha lê, đã được Kalush Orchestra và Serhiy Prytula bán với giá 900.000 đô la Mỹ trong một buổi đấu giá từ thiện. Đây là lần đầu tiên chiếc cúp được bán trong lịch sử cuộc thi. Chiếc cúp được sàn giao dịch điện tử WhiteBIT của Ukraina mua lại. Ngoài ra, ở buổi đấu giá, chiếc mũ panama màu hồng của giọng ca chính của nhóm cũng được bán, thu về 11 triệu hryvnias. Tổ chức từ thiện Serhiy Prytula Charity Foundation thông báo rằng số tiền quyên góp được sẽ được chi để mua tổ hợp máy bay không người lái PD-2 cho quân đội Ukraina.
Vào đêm trước Ngày Độc Lập, tức ngày 23 tháng 8 năm 2022, Kalush Orchestra thông báo đợt gây quỹ dài 24 giờ, thu thập 24 hryvnia để chữa trị cho từng chiến sĩ phòng thủ ở Mariupol. Họ đã huy động được 5 triệu hryvnia.
Kể từ tháng 8 năm 2022, Kalush Orchestra đã trở thành đại sứ cho dự án "Cứu văn hóa Ukraina" do Bộ Chính sách Thông tin và Văn hóa Ukraina cùng nhà kinh doanh Vodafone Ukraina khởi xướng. Nhóm mang mã QR duy nhất tới các buổi hòa nhạc, thông qua chúng nhóm gây quỹ để tái xây dựng các di tích văn hóa bị phá hủy. Sau một buổi biểu diễn ở Hoa Kỳ, Kalush Orchestra gây quỹ được 330 ngàn hryvnias để trùng tu bảo tàng Hryhorii Skovoroda ở vùng Kharkiv, bảo tàng này gần như bị quân đội Nga thiêu hủy hoàn toàn.
Tháng 3 năm 2023, MC KYLYMMEN trở thành nghệ sĩ dần đầu trong sáng kiến cộng đồng thực hiện khắp Ukraina mang tên "Đại sứ Tuổi thơ", nhằm cung cấp hỗ trợ về mặt tâm lý và xã hội cho những thiếu nhi trong diện tị nạn và bị mất nhà ở.
Ngày 30 tháng 3 năm 2023, Kalush Orchestra trở thành đại sứ của đơn vị cảnh sát quân sự «Lut'».
Tháng 12 năm 2023, nhóm cùng với Tổ chức Từ thiện "Peremoga" đã tiến hành dự án "Magical Mail of Saint Nicholas" (Bức thư phép màu của Thánh Nicholas), nhằm đáp ứng ước mơ của thiếu nhi bị chiến tranh tác động. Cá nhân MC KYLYMMEN đã lựa chọn và gửi quà cho 50 đứa trẻ, tổng trị giá là 150.000 hryvnia.
Trong tour diễn Bắc Mỹ lần thứ ba vào năm 2023, nhóm nhạc đã quyên được 990.225 ngàn hryvnia cho các hoạt động từ thiện.

## Thành viên

### Thành viên hiện tại
- Oleh Romanovych Psiuk – giọng ca chính
- Tymofii Muzychuk [uk] – hát và phối khí
- Oleksandr "Tab" Slobodianyk [uk] – hát
- Oleksandr Kondratiuk – hát và phối khí
- Vitalii Duzhyk [uk] – phối khí
- MC KylymMen – breakdance

## Danh sách đĩa nhạc
| Tựa đề                                                     | Năm  | Vị trí xếp hạng cao nhất | Vị trí xếp hạng cao nhất | Vị trí xếp hạng cao nhất | Vị trí xếp hạng cao nhất | Vị trí xếp hạng cao nhất | Vị trí xếp hạng cao nhất | Vị trí xếp hạng cao nhất | Vị trí xếp hạng cao nhất | Vị trí xếp hạng cao nhất | Vị trí xếp hạng cao nhất |
| Tựa đề                                                     | Năm  | UKR                      | Bỉ (FL)                  | Đức                      | Ireland                  | Ý                        | Litva                    | Hà Lan                   | Na Uy                    | Thụy Điển                | L.H. Anh                 |
| ---------------------------------------------------------- | ---- | ------------------------ | ------------------------ | ------------------------ | ------------------------ | ------------------------ | ------------------------ | ------------------------ | ------------------------ | ------------------------ | ------------------------ |
| "Shtomber Womber"                                          | 2021 | —                        | —                        | —                        | —                        | —                        | —                        | —                        | —                        | —                        | —                        |
| "Trynda" (với Kozak Siromaha)                              | 2021 | —                        | —                        | —                        | —                        | —                        | —                        | —                        | —                        | —                        |                          |
| "Stefania"                                                 | 2022 | 1                        | 24                       | 22                       | 30                       | 53                       | 1                        | 36                       | 19                       | 7                        | 38                       |
| "Oi na hori"                                               | 2022 | —                        | —                        | —                        | —                        | —                        | —                        | —                        | —                        | —                        | —                        |
| "Dole moia"                                                | 2022 | —                        | —                        | —                        | —                        | —                        | —                        | —                        | —                        | —                        | —                        |
| "Skolykhnulas' "                                           | 2022 | —                        | —                        | —                        | —                        | —                        | —                        | —                        | —                        | —                        | —                        |
| "O Mamo "(với Sal'to Nazad)                                | 2022 | —                        | —                        | —                        | —                        | —                        | —                        | —                        | —                        | —                        | —                        |
| "In the Shadows of Ukraine" (với The Rasmus)               | 30   | —                        | —                        | —                        | —                        | —                        | —                        | —                        | —                        | —                        |                          |
| "Nasze domy" (với Szpaku)                                  | —    | —                        | —                        | —                        | —                        | —                        | —                        | —                        | —                        | —                        |                          |
| "Shchedrivka"                                              | —    | —                        | —                        | —                        | —                        | —                        | —                        | —                        | —                        | —                        |                          |
| "Numo kozaky" (với Kozak Siromaha)                         | —    | —                        | —                        | —                        | —                        | —                        | —                        | —                        | —                        | —                        |                          |
| "Changes"                                                  | 2023 | —                        | —                        | —                        | —                        | —                        | —                        | —                        | —                        | —                        | —                        |
| "Ushme Uturbe" (với bbno$ và Ditvak)                       | 2023 | —                        | —                        | —                        | —                        | —                        | —                        | —                        | —                        | —                        | —                        |
| "In the Fire"                                              | 2023 | —                        | —                        | —                        | —                        | —                        | —                        | —                        | —                        | —                        | —                        |
| "Chase"                                                    | 2023 | —                        | —                        | —                        | —                        | —                        | —                        | —                        | —                        | —                        | —                        |
| "Human" (với Jona XX)                                      | 2023 | —                        | —                        | —                        | —                        | —                        | —                        | —                        | —                        | —                        | —                        |
| "Vogon' goryt'"                                            | —    | —                        | —                        | —                        | —                        | —                        | —                        | —                        | —                        | —                        |                          |
| "Tse Liubov"                                               | —    | —                        | —                        | —                        | —                        | —                        | —                        | —                        | —                        | —                        |                          |
| "Yangolom"                                                 | —    | —                        | —                        | —                        | —                        | —                        | —                        | —                        | —                        | —                        |                          |
| "—" chỉ bản thu âm không được xếp hạng ở vùng lãnh thổ đó. |      |                          |                          |                          |                          |                          |                          |                          |                          |                          |                          |

#### Vai trò nghệ sĩ khách mời
| Tựa đề                                              | Năm  | Album     |
| --------------------------------------------------- | ---- | --------- |
| "Cry for You" (Ochman hợp tác với Kalush Orchestra) | 2023 | Testament |